# 南秀憲
南 秀憲（みなみ ひでのり、1960年11月25日 - ）は、大阪府大阪市出身の元プロ野球選手（投手）。右投右打。

## 来歴・人物
市岡高在学中から右の本格派投手と期待され、1978年のプロ野球ドラフト会議で西武ライオンズ、近鉄バファローズとの競合の末、2位でヤクルトスワローズに入団。
プロ2年目の1980年10月には初登板で先発に起用されるが、敗戦投手となる。翌1981年も8試合に登板するが結果を残せず、その後は出場機会に恵まれなかった。1985年11月金銭トレードにて近鉄バファローズに移籍するが、ここでもあまり活躍の場はなかった。
1988年シーズンオフ、近鉄の打撃投手に内定した後に球団の了承を得て阪神タイガースの入団テストに参加した。近鉄は阪神の獲得を前提に南を自由契約としたが阪神はトラブルに発展することを恐れ南を不採用に。南は選手会に陳情した結果、近鉄と再契約の後に、住友一哉と共に佐藤秀明・福家雅明との2対2の交換トレードという形で阪神に移籍となった。しかし、阪神では一軍出場なく1989年限りで現役を引退。
その後は運送業などに就いていたが、2004年に司法書士試験に合格。2006年に大阪市西区に司法書士事務所を開業。

## 詳細情報

### 年度別投手成績
| 年 度    | 球 団    | 登 板 | 先 発 | 完 投 | 完 封 | 無 四 球 | 勝 利 | 敗 戦 | セ 丨 ブ | ホ 丨 ル ド | 勝 率 | 打 者 | 投 球 回 | 被 安 打 | 被 本 塁 打 | 与 四 球 | 敬 遠 | 与 死 球 | 奪 三 振 | 暴 投 | ボ 丨 ク | 失 点 | 自 責 点 | 防 御 率 | W H I P |
| -------- | -------- | ----- | ----- | ----- | ----- | -------- | ----- | ----- | -------- | ----------- | ----- | ----- | -------- | -------- | ----------- | -------- | ----- | -------- | -------- | ----- | -------- | ----- | -------- | -------- | ------- |
| 1980     | ヤクルト | 1     | 1     | 0     | 0     | 0        | 0     | 1     | 0        | --          | .000  | 13    | 2.0      | 6        | 1           | 3        | 0     | 0        | 0        | 0     | 0        | 7     | 7        | 31.50    | 4.50    |
| 1981     | ヤクルト | 8     | 1     | 0     | 0     | 0        | 0     | 0     | 0        | --          | ----  | 48    | 10.2     | 9        | 3           | 8        | 0     | 1        | 6        | 0     | 0        | 8     | 7        | 5.73     | 1.59    |
| 1988     | 近鉄     | 2     | 0     | 0     | 0     | 0        | 0     | 0     | 0        | --          | ----  | 15    | 3.2      | 5        | 0           | 0        | 0     | 0        | 0        | 0     | 0        | 2     | 1        | 2.45     | 1.36    |
| 通算:3年 | 通算:3年 | 11    | 2     | 0     | 0     | 0        | 0     | 1     | 0        | --          | .000  | 76    | 16.1     | 20       | 4           | 11       | 0     | 1        | 6        | 0     | 0        | 17    | 15       | 8.27     | 1.90    |

### 記録
- 初登板・初先発：1980年10月23日 対横浜大洋ホエールズ26回戦（横浜スタジアム）、2回7失点で敗戦投手

### 背番号
- 38（1979年 - 1985年）
- 27（1986年 - 1988年）
- 70（1989年）